# Tulijärvi (sjö i Kajanaland, Kehys-Kainuu)
Tulijärvi är en sjö i Finland. Den ligger i kommunen Suomussalmi i den ekonomiska regionen  Kehys-Kainuu  och landskapet Kajanaland, i den nordöstra delen av landet, 600 km norr om huvudstaden Helsingfors. Tulijärvi ligger 226,1 meter över havet. Den är 3,17 meter djup. Arean är 66,9 hektar och strandlinjen är 4,82 kilometer lång. Sjön  ingår i Uleälvens huvudavrinningsområde.   
I övrigt finns följande vid Tulijärvi:
- Varpavaara (en kulle)